# Aurach (Leitzach)
Die Aurach ([ˈaʊ̯ʁax] ) ist ein ganzjähriges Fließgewässer im Mangfallgebirge.

## Name
Der Fluss wird im Jahre 1007 erstmals schriftlich als Vraha genannt. Der Name setzt sich zusammen aus mhd. ūr 'Auerochse' und dem Hydronym -ach für 'fließendes Gewässer'.

## Geographie

### Verlauf
Die Aurach entsteht aus dem Zusammenfluss von linkem Dürnbach und rechtem Ankelbach und verläuft weitgehend ostwärts bis zur Mündung von links in die Leitzach.

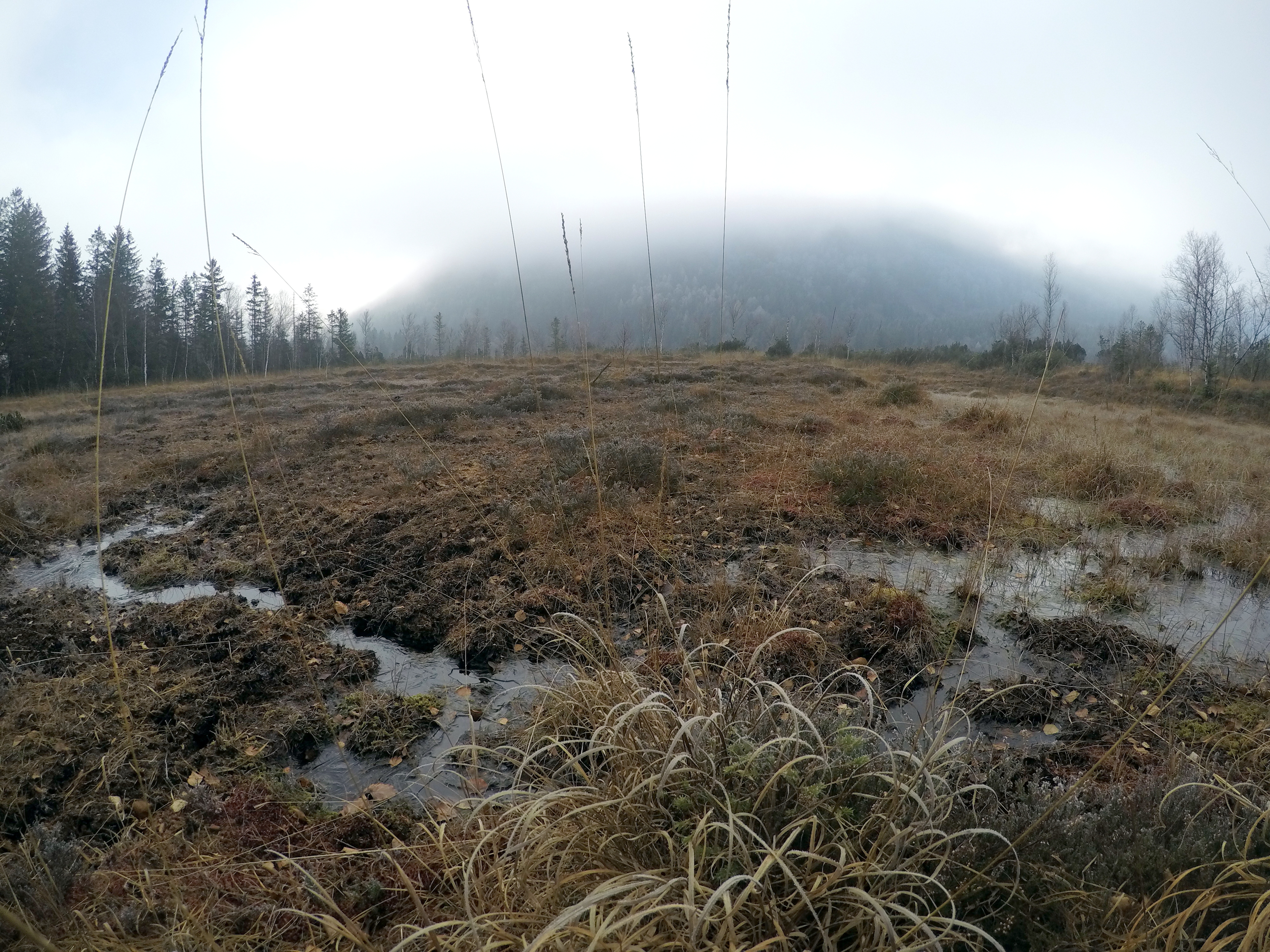
Aurachmoos

### Zuflüsse
Vom Zusammenfluss zur Mündung. Auswahl. Länge und Einzugsgebiet nach der amtlichen Gewässerliste, Höhe nach der amtlichen topographischen Karte.
- Dürnbach, linker Oberlauf, 4,6 km und 6,7 km²
- Ankelbach, rechter Oberlauf, 2,8 km und 2,8 km²
- Hachelbach, von rechts und Südsüdwesten auf etwa 774 m ü. NHN wenig nach Neuhaus, 3,6 km und 5,3 km²
- Blechgraben, von rechts und Süden auf etwa 773 m ü. NHN. Unbeständig
- Passiert im Mündungswinkel des folgenden das Sumpfgebiet Aurachmoos.
- Aurachgraben, von rechts und Süden auf etwa 770 m ü. NHN kurz vor Fischbachau-Aurach, 3,7 km und 4,6 km²